# 河合龍一
河合 龍一（かわい りゅういち、1983年9月26日 - ）は、北海道恵庭市出身のプロアイスホッケー選手。ポジションはディフェンス。IJリーグの東京ワイルズに所属。

## 経歴
2003年に当時のコクドに入団。
2009年のチーム解散に伴い、2009年からは東北フリーブレイズでプレー。
2011年からはHigh1でプレー。
2015年7月13日にH.C.栃木日光アイスバックスに入団した。
2016年6月1日に2016-17シーズンの契約に合意。
2017年6月5日に2017-18シーズンの契約に合意。
2019年4月5日に契約期間満了により退団。
2019年7月29日に9年ぶりに古巣東北フリーブレイズに復帰。
2020年5月23日にFA権を行使し、FAとなった。
2020年6月7日にひがし北海道クレインズに加入した。
2023年5月2日に給料が未払いであることを理由にチームを退団。6月21日に北海道ワイルズに加入した。
2024年5月31日に6月3日からの氷上練習に参加する選手として発表された。